# Cole Hocker
Cole Hocker (* 6. Juni 2001 in Indianapolis) ist ein US-amerikanischer Mittel- und Langstreckenläufer. 2021 wurde er bei den Olympischen Sommerspielen in Tokio Sechster über die 1500-Meter-Distanz und 2024 Olympiasieger in Paris auf derselben Distanz.

## Sportliche Laufbahn
Hocker lief während seiner College-Zeit für die Oregon Ducks. 2021 gewann er bei den NCAA Division I Indoor Track and Field Championships Gold zunächst Gold über die |1500 Meter, nur eine Stunde später konnte auch auf der 3000-Meter-Distanz siegen und setzte sich dort unter anderem auch gegen seinen Teamkollegen Cooper Teare durch. Im Juni siegte Hocker auch bei den NCAA Division I Outdoor Track and Field Championships, diesmal über die 1500-Meter-Distanz in einer Zeit von 3:35,35 min, auf den 5000 Metern wurde er Vierter in 13:18,95 min. Knapp zwei Wochen später nahm Hocker bei den U.S. Olympic Trials über die 1500-Meter-Distanz teil und konnte dort mit seinem Sieg unter anderem den Olympiasieger von 2016 über diese Distanz, Matthew Centrowitz schlagen. Durch diesen Sieg und durch seine Platzierung in der Weltrangliste konnte sich Hocker für die Olympischen Spiele in Tokio qualifizieren. Als einziger Amerikaner schaffte er es dort ins Finale und konnte in einem schnellen Rennen den sechsten Platz in einer neuen Bestzeit von 3:31,40 min belegen. Hocker beendete seine Freiluft-Bahnsaison 2021 nach den Olympischen Spielen. Im September gab Hocker via Instagram bekannt, dass er die Entscheidung getroffen habe, das Laufen zum Beruf zu machen. Hocker wird von Nike gesponsert.
Hocker eröffnete seine Hallensaison 2022 bei den Millrose Games, wo er in neuer persönlicher Bestzeit von 7:39,83 min den 3. Platz belegte. Zusammen mit seinem Teamkollegen Cooper Teare, der ebenfalls bei Nike unter Vertrag steht, startete er knapp zwei Wochen später einen Rekordversuch über die Meile, bei dem sie den amerikanischen Rekord über diese Distanz in der Halle brechen wollte. Der Versuch misslang jedoch, dennoch konnte Hocker mit einer Zeit von 3:50,35 min, die knapp langsamer war als die von Teare, eine neue persönliche Bestleistung über diese Distanz aufstellen. Bei den US-amerikanischen Hallenmeisterschaften gewann Hocker sowohl über die 1500 Meter als auch über die doppelte Distanz. Im März lief er, bei seinem ersten Freiluftrennen des Jahres, in 13:08,55 min Weltmeisterschaftsnorm über 5000 Meter, erneut musste er sich nur Cooper Teare geschlagen geben. Bei den US-amerikanischen Meisterschaften, die gleichzeitig auch als Qualifikationswettkämpfe für die Weltmeisterschaften in Eugene dienten, nahm Hocker über 1500 Meter teil, schied dort aber überraschend im Halbfinale aus. Hocker hatte in den zwei Wochen vor dem Wettkampf mit Verletzungsproblemen am Fuß zu kämpfen und musste deshalb alternativ trainieren. Hocker nahm daraufhin nicht mehr am 5000-Meter-Rennen teil.
Am 6. August 2024 lief Hocker bei den Olympischen Spielen in Paris mit einem olympischen Rekord von 3:27,65 min überraschend zum Olympiasieg über die 1500 Meter.

## Persönliche Bestleistungen
Freiluft:
- 800 m: 1.46,39 min, 16. Mai 2021 in Los Angeles
- 1500 m: 3:27,65 min, 6. August 2024 in Paris (Nordamerikarekord, olympischer Rekord)
- 5000 m: 13:08,55 min, 19. März 2021 in Stanford

Halle:
- 800 m: 1:48,44 min, 13. Februar 2021 in Fayetteville
- 1 Meile: 3:50,35 min, 11. Februar 2022 in Chicago
- 3000 Meter: 7:39,83 min, 29. Januar in New York City